# 埃格爾城堡

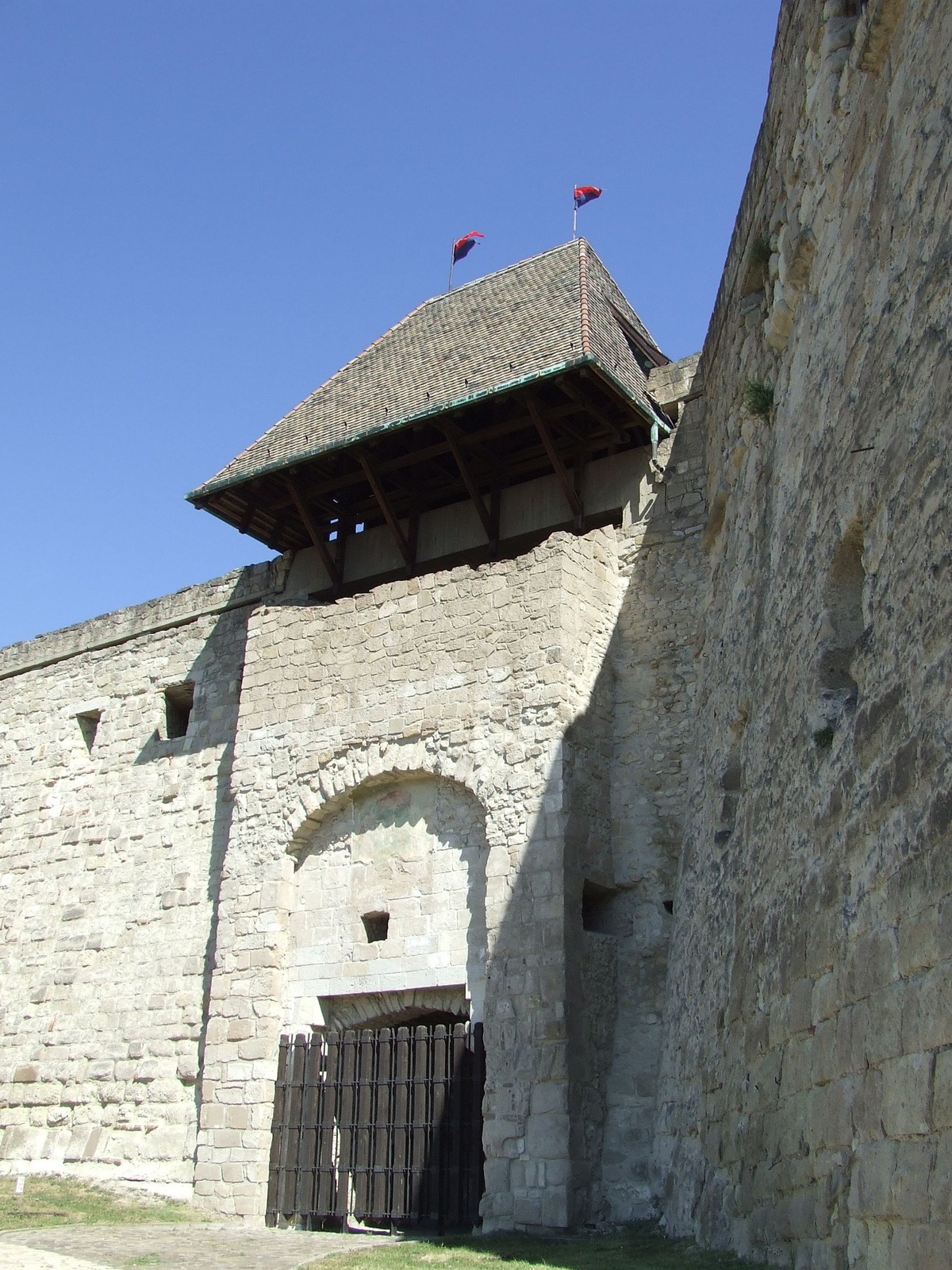

埃格爾城堡（匈牙利語：Egri vár）是位於匈牙利城市埃格爾附近的一座城堡。埃格爾城堡以埃格爾圍城戰而聞名。在蒙古人入侵之前這座城堡就已經存在。

## 外部連結
- Official website （页面存档备份，存于） （匈牙利文） （英文）
- The castle in pictures[]

47°54′14″N 20°22′46″E / 47.9039°N 20.3794°E